# Ravarino
Ravarino – miejscowość i gmina we Włoszech, w regionie Emilia-Romania, w prowincji Modena.
Według danych na rok 2004 gminę zamieszkiwało 5306 osób, 189,5 os./km².